# デ・トマソ・マングスタ
マングスタ（Mangusta ）はイタリアの自動車メーカー・デ・トマソが1967年から1971年まで生産したミッドシップ2座席スポーツカーである。「マングスタ」はイタリア語で動物「マングース」を意味する。

## 概要
1966年のジュネーブ・モーター・ショーにおいて、ヴァレルンガに代わる本格的な市販モデルとして登場した。ヴァレルンガ同様にフォード製エンジンを用いながらも、今回はパワフルなアメリカ製V8を用いたことによってスーパーカーと見なされるものとなり、北米のフォード系販売網で販売された。「マングスタ」とはコブラの天敵であるマングースを意味するイタリア語であるが、この命名の背景には同じくフォードV8エンジンを用いてスポーツカー・ACコブラを製作していたキャロル・シェルビーとアレハンドロ・デ・トマソの間で、マングスタの開発かフォードからのエンジン供給を巡って何らかのトラブルがあったためと言われている。
マングスタのもうひとつの特徴は、カロッツェリア・ギアに移籍直後のチーフスタイリスト、ジョルジェット・ジウジアーロが手がけたボディで、ガルウイング式に開くリアセクションを特徴とした野性味に溢れた豪快かつ繊細なデザインで、ジウジアーロの傑作の一つに数えられている。
エンジンは標準が305馬力のチャレンジャー289V8であったが、米国向けは公害対策による性能低下を補うためチャレンジャー302V8が搭載され306馬力を発した。ギアボックスはZF製5速で、最高速度は250km/hと公表された。
マングスタはアメリカ製V8エンジンを搭載しており、自製のV12やV8を搭載するライバルのランボルギーニ・ミウラ、フェラーリ・365GTB/4、マセラティ・ギブリなどと比較すると価格は割安で、エンジンの調整も比較的容易であったが、重いエンジンによって前後重量配分は32:68と極端にテールヘビーで、直進性や操縦安定性には問題が残っていた。また、最低地上高もスーパーカーの中でも低く、街乗りには細心の神経を遣う必要があった。
アメリカへの輸出に際し、初期の車はシートベルトがなく、ヘッドライトが連邦規制よりはるかに低い位置にあったが、少量生産であるため免除制度が適用された。この免除の期限が切れた後、ヘッドライトは固定式の丸形4灯から2灯のポップアップ式に改められた。この構成では、推定50台が生産されている。ゼネラルモーターズの副社長であるビル・ミッチェルのための1台は、シボレーエンジンを用いて造られた。
生産コストが遥かに低い対米輸出の戦略車種、パンテーラが1970年に登場したことを受けて、マングスタの生産は1971年に打ち切られた。合計401台が製造され、約150台がヨーロッパ向け、残りが北米向けであった。現存台数は200台以下と言われるが、ヒストリックカーとして珍重されている。
日本にも1970年代半ばのスーパーカーブーム当時、シーサイドモーターなどの専門輸入業者によって何台かが輸入された。

### 開発史

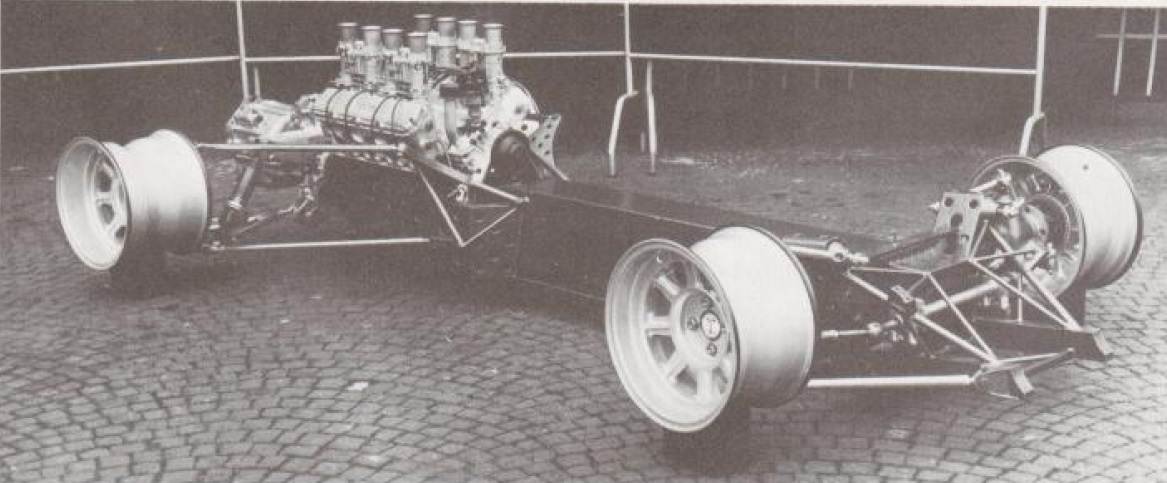
マングスタは、デ・トマソ・P70のシャシーを改良して用いている

シャシーのベースはヴァレルンガである。これを基にした「デ・トマソP70」のシャシーをさらに改良し、マングスタに用いている。
1964年の終わり、キャロル・シェルビーはCan-Amレースにおいてシェルビー・コブラの競争力を維持するべく、新しいレースカーの製作を考えた。シェルビーはアレハンドロ・デ・トマソにコンタクトし、両者は合意。ピーター(ピート)・ブロックのデザインを基に、デ・トマソ側で開発がされたが、シェルビーはデ・トマソ側の当初の仕上がりに満足せず、設計作業を行わせるためブロック率いるチームをイタリアに送り込んだ。このことでデ・トマソとシェルビーは対立。またチャレンジャー289V8 (4.7 L) を拡大した6.8 Lエンジンを製作することで合意していたが開発は進まなかった。最終的にシェルビーはフォード・GT40の開発に移り、プロジェクトは終了した。
デ・トマソはカロッツェリア・ギアにP70のプロジェクト名で開発されていた車の設計を完成させるよう依頼した。完成した1台の車は、1965年のトリノモーターショーで、「Ghia De Tomaso Sport 5000」として発表された。その後、デトマソはP70のスチールバックボーンシャシーを変更し、ギアのジョルジェット・ジウジアーロによって設計されたマングスタのベースとなった。マングスタは1967年に生産を開始し、同時にデ・トマソはギア社を買収した。

## 復活
マングスタの名前は、2000年代初頭に「Qvale Mangusta」として復活した。当初この車はコンセプトカー「De Tomaso Biguà」として登場、後にかつてと同じ「De Tomaso Mangusta」と改称したが、デ・トマソとビジネスパートナーQvaleの間で商標を巡り争われた結果、Qvaleの名で市販されたものである。限られた数のみ販売された。

## メディア
- 2004年の映画「キル・ビル Vol.2」では、登場人物のビル（デビッド・キャラダイン）が緑色のマングスタを持っている。
- カイリー・ミノーグの歌「熱く胸を焦がして」 (Can't Get You Out of My Head) のミュージックビデオでは、黄色のマングスタが見られる。
- 1974年の映画「バニシングin60″」(Gone in 60 Seconds)では、白いマングスタが登場する[12]。

## ギャラリー

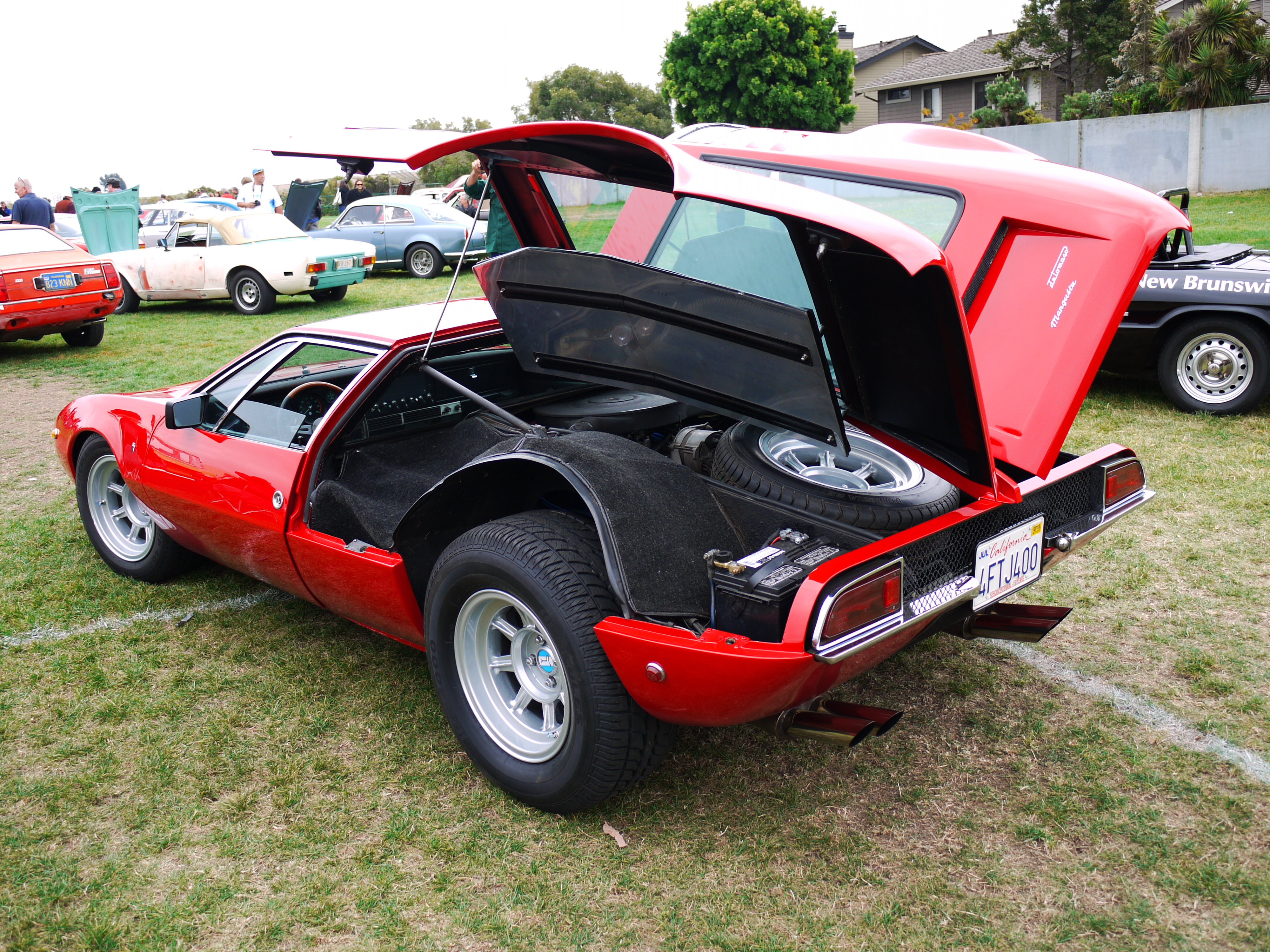
エンジンとラゲッジルームの両方をカバーするユニークなガルウイングドア
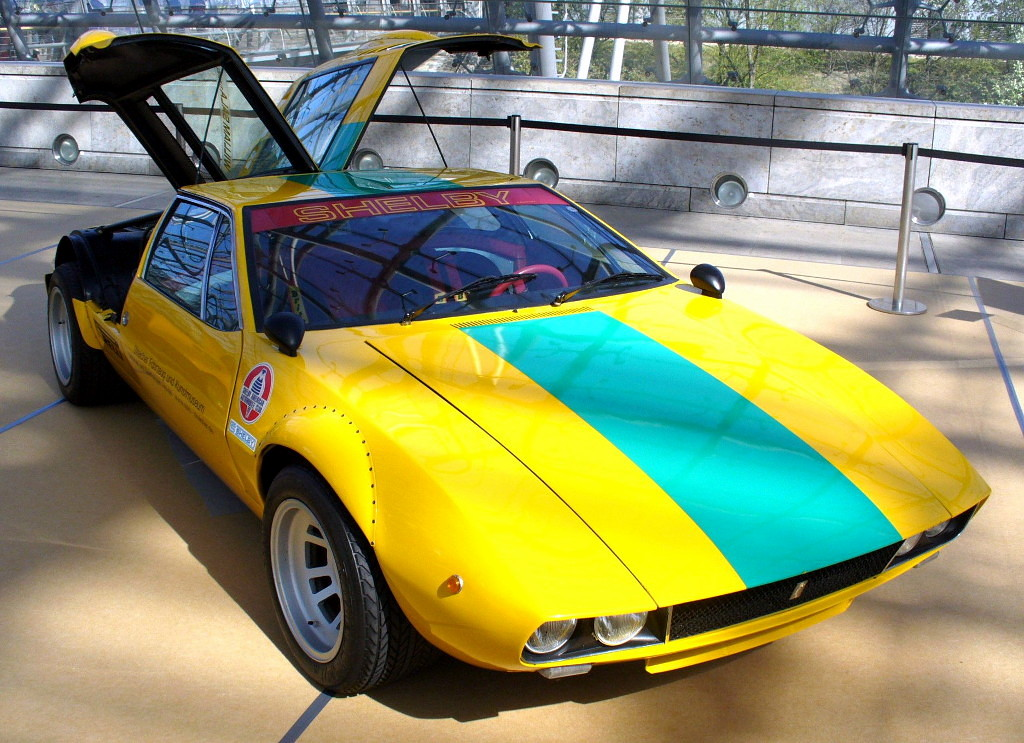
デ・トマソ・マングスタ グループ4 GT
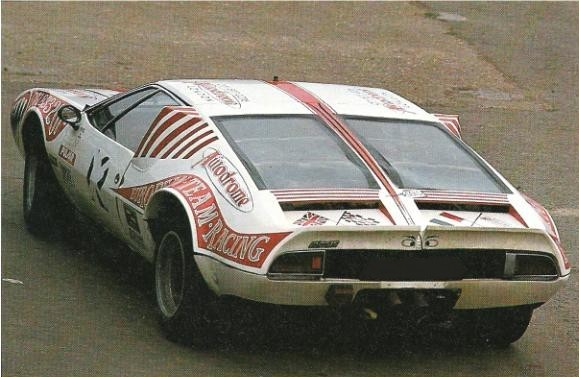
レーシングカラーのマングスタ
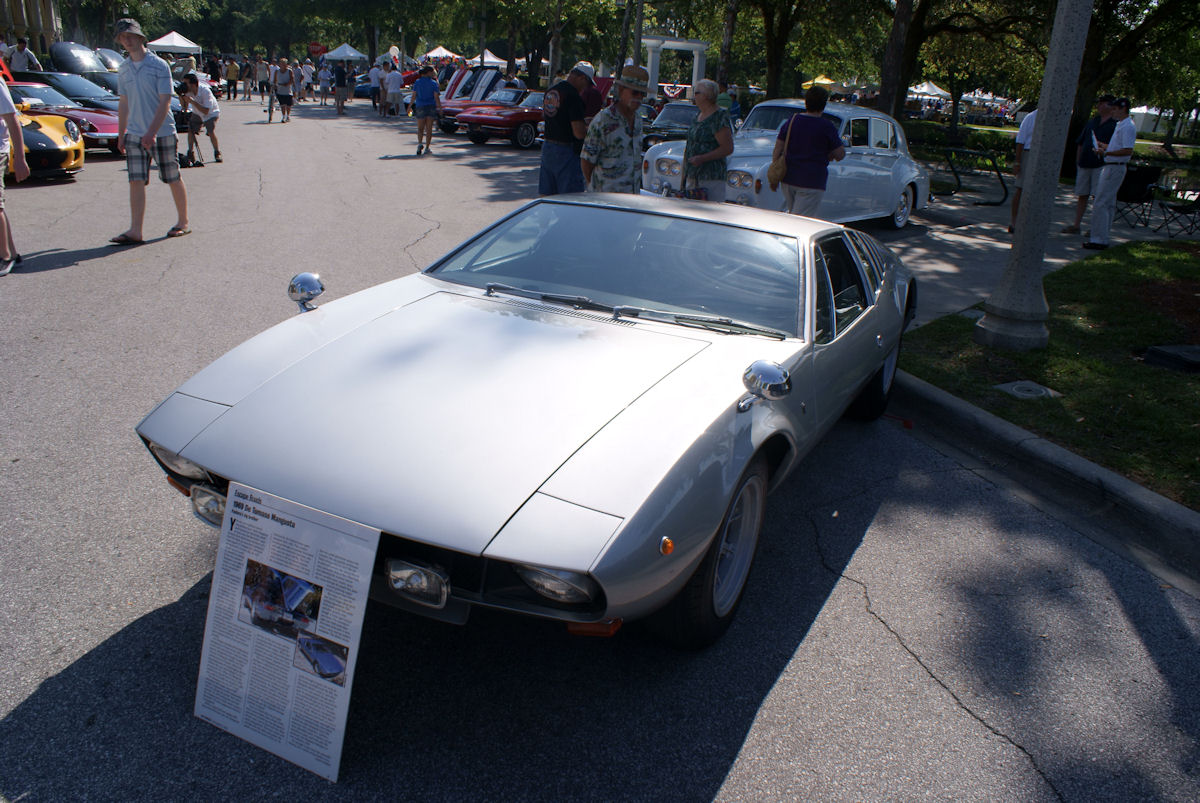
後期のアメリカ向け2灯ポップアップ式ヘッドランプ仕様